# طمزين
طمزين هي قرية ليبيَّة ضمن سلسلة جبل نفوسة، وتوجد بالمنطقة الغربية من ليبيا.

## موقعها
تقع القرية في جبل نفوسة شرق مدينة فرسطاء غرب مدينة تندميرة وتملوشايت.

## معنى الاسم
يعني اسمها باللغة الأمازيغية الشعير.